# Граф Портленд

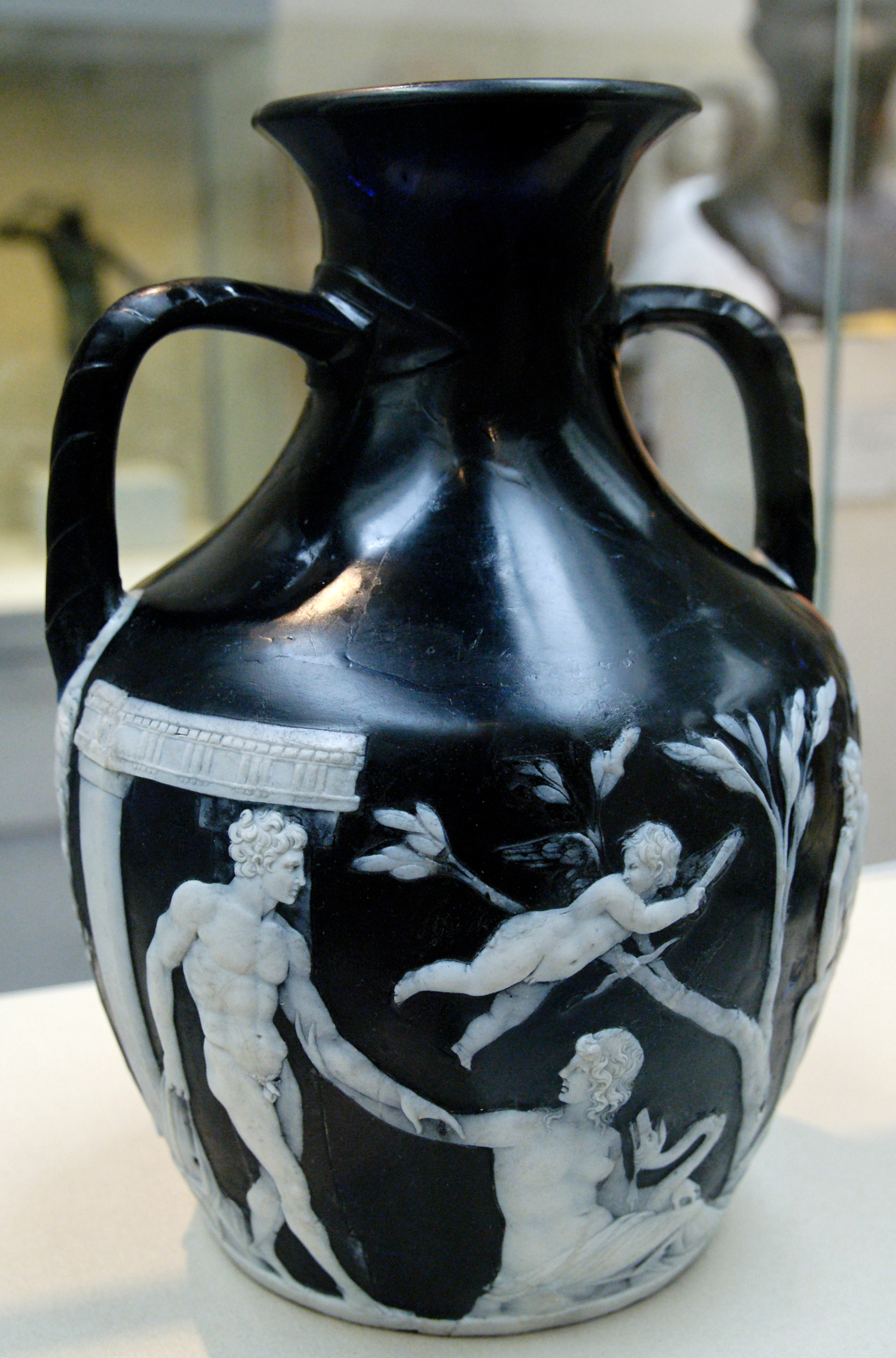
Среди многочисленных произведений искусства, принадлежавших герцогам Портлендским, наиболее известна античная Портлендская ваза

Граф Портленд — наследственный титул пэра Англии, созданный дважды. Впервые титул был создан в 1633 году для Ричарда Уэстона, 1-го барона Уэстона (1577—1635). Вторично титул был воссоздан в 1689 году для Уильяма Бентинка, барона Бентинка (1649—1709). Титул герцога Портленда, созданный в 1716 году, угас в 1990 году после смерти 9-го герцога.

## Первая креация (1633)
Титул графа Портленда был впервые создан в 1633 году для политика Ричарда Уэстона, 1-го барона Уэстона. Он был канцлером казначейства (1621—1628) и лордом-казначеем (1628—1635). Еще в 1628 году он получил титул барона Уэстона из Нейланда в графстве Суффолк. Этот титул также являлся пэрством Англии. Ему наследовал второй сын, Джером Уэстон, 2-й граф Портленд (1605—1663). Он был лордом-лейтенантом графства Гэмпшир. Его сын, Чарльз Уэстон, 3-й граф Портленд (1639—1665), погиб в 1665 году в битве при Лоустофте. Он не был женат, и ему наследовал его дядя, Томас Уэстон, 4-й граф Портленд (1609—1688). Он был бездетным, и после его смерти в 1688 году титул угас.

## Вторая креация (1689)

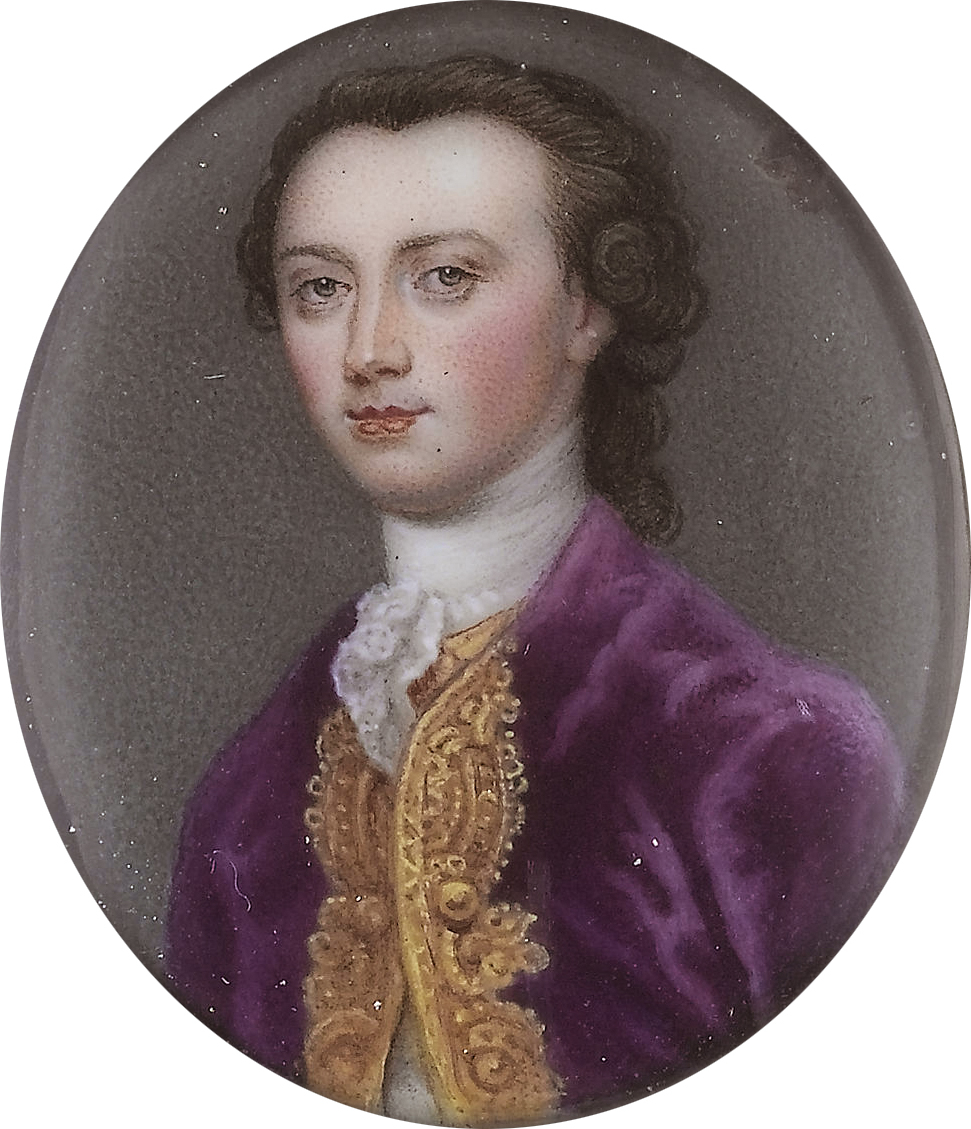
Уильям Бентинк, 2-й герцог Портленд (1709—1762)

Титул графа Портленда был воссоздан в 1689 году для голландского дворянина Уильяма Бентинка (1649—1709), барона Бентинка, близкого советника штатгальтера Нидерландов и короля Англии Вильгельма III Оранского. Он получил титулы барона Сайренсестера и виконта Вудстока (пэрство Англии). В 1709 году ему наследовал второй сын от первого брака, Генри Бентинк, 2-й граф Портленд (1682—1726). Он представлял Саутгемптон и Хэмпшир в Палате общин Великобритании. В 1716 году для него был создан титул маркиза Титчфилда и герцога Портленда (пэрство Великобритании). Его внук, Уильям Кавендиш-Бентинк, 3-й герцог Портленд (1738—1809), был крупным политиком. Он был премьер-министром Великобритании (1783, 1807—1809), а также занимал должности министра внутренних дел и лорда-председателя Совета. В 1801 году он получил королевское разрешение на дополнительную фамилию «Кавендиш». Герцог Портленд был мужем Леди Дороти Кавендиш, дочери Уильяма Кавендиша, 4-го герцога Девонширского, и потомком по материнской линии Генри Кавендиша, 2-го герцога Ньюкасл-апон-Тайн.
В 1809 году ему наследовал старший сын Уильям Бентинк, 4-й герцог Портленд (1768—1854). Он также был крупным политиком, занимал должности лорда-хранителя Малой печати (1827) и лорда-председателя Совета (1827—1828). Он женился на Генриетте, дочери генерал-майора Джона Скотта в 1795 году. В том же году он получил королевское разрешение на дополнительную фамилию «Скотт». Его старший сын и наследник, Уильям Кавендиш-Скотт-Бентинк, маркиз Титчфилд (1796—1824), дважды избирался в Палату общин, но скончался неженатым при жизни отца. В 1854 году титул унаследовал его второй сын, Уильям Кавендиш-Скотт-Бентинк, 5-й герцог Портленд (1800—1879). Был способным архитектором и инженером. Отличался эксцентричностью, приказал в своих владениях Уэлбек-Эбби выкопать большие подземные галереи, в которых он поселился.
В 1879 году после смерти неженатого пятого герцога его титулы унаследовал двоюродный дядя, Уильям Кавендиш-Бентинк, 6-й герцог Портленд (1857—1943), который был единственным сыном от первого брака генерал-лейтенанта Артура Кавендиша-Бентинка (1819—1877), младшего сына лорда Чарльза Бентинка (1780—1826), третьего сына 3-го герцога Портленда. Священник Чарльз Кавендиш-Бентинк (1817—1865), дядя 6-го герцога, был прадедом королевы Великобритании Елизаветы II. В 1880 году 6-й герцог Портленд унаследовал от своей мачехи титул 2-го барона Болсовера. Он был консервативным политиком, занимал должность шталмейстера (1886—1892, 1895—1905). Его старший сын Уильям Кавендиш-Бентинк, 7-й герцог Портленд (1893—1977), также был консерватором и служил лордом казначейства (1927—1929, 1932). У него не было сыновей, поэтому ему наследовал его родственник, Фердинанд Кавендиш-Бентинк, 8-й герцог Портленд (1889—1980), правнук генерал-майора лорда Фредерика Кавендиша-Бентинка, четвертого сына 3-го герцога Портленда.
8-й герцог Портленд был бездетным, его преемником стал младший брат, Виктор Кавендиш-Бентинк, 9-й герцог Портленд (1897—1990). Он был дипломатом и работал послом в Польше в 1945—1946 годах. Его единственный сын Джеймс Уильям Кавендиш-Бентинк (1925—1966), скончался бездетным при жизни отца. В 1990 году после смерти 93-летнего Виктора Кавендиша-Бентинка титулы герцога Портленда и маркиза Титчфилда угасли, но титул графа Портленда в 1990 году унаследовал его дальний родственник Генри Бентинк, 7-й граф Бентинк (1919—1997). Он являлся потомком Уильяма Бентинка, 1-го графа Бентинка (1704—1774), старшего сына 1-го графа Портленда от второго брака. В 1732 году Уильям Бентинк получил титул графа Священной Римской империи. В 1886 году британская корона разрешила использовать титул графа Бентинка в Англии. В 1997 году после смерти Генри Бентинка титулы унаследовал его единственный сын, Тимоти Бентинк, 12-й граф Портленд (родился в 1953), который одновременно является 8-м графом Бентинком Священной Римской империи. Тимоти Бентинк, 12-й граф Портленд — известный актёр.

## Другие члены семьи Кавендиш-Бентинк

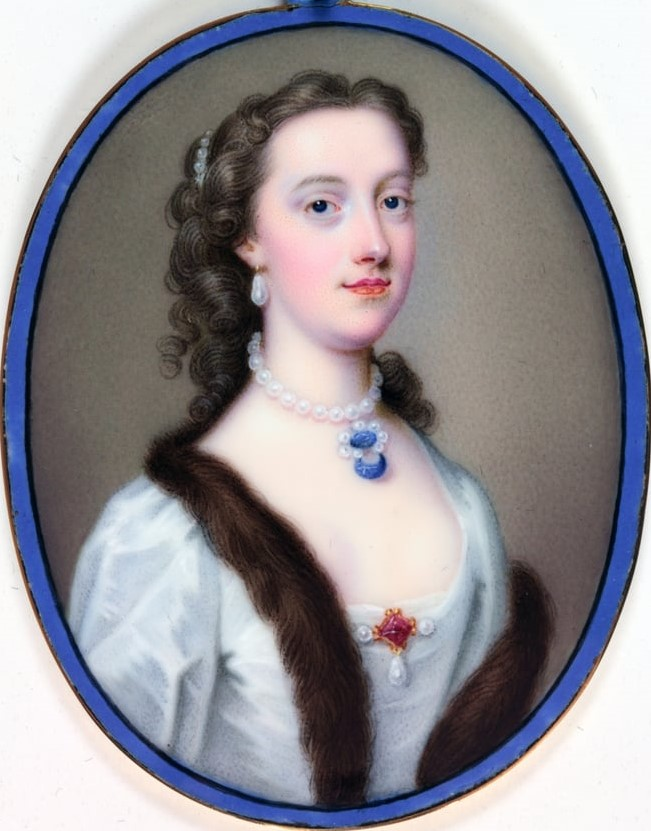
Маргарте Кавендиш-Бентинк, герцогиня Портленд (1715—1785)

- Лорд Уильям Бентинк (1779—1834), второй сын 3-го герцога Портленда, генерал-губернатор Индии в 1828—1835 годах;
- Артур Кавендиш-Бентинк (1819—1877), сын подполковника Лорда Чарльза Огастеса Кавендиша-Бентинка, внук 3-го герцога Портленда, генерал-лейтенант британской армии;
- Лорд Генри Кавендиш-Бентинк (1863—1931), сын Артура Кавендиша-Бентинка, подполковник и консервативный политик, участник Первой мировой войны;
- Лорд Фредерик Кавендиш-Бентинк (1781—1828), четвертый (младший) сын 3-го герцога Портленда, генерал-майор британской армии;
- Джордж Кавендиш-Бентинк[англ.] (1821—1891), единственный сын предыдущего, консервативный политик, дважды избирался в Палату общин Великобритании;
- Лорд Джордж Кавендиш-Скотт-Бентинк (1802—1848), пятый сын 4-го герцога Портленда, депутат и лидер консерваторов в Палате общин;
- Джон Чарльз Бентинк (1763—1833), младший сын Кристиана Фредерика Энтони, графа Бентинка, и внук Уильяма Бентинка, 1-го графа Бентинка, также был генерал-майором британской армии. Отец 3-го и 4-го графов Бентинк;
- Генри Джон Уильям Бентинк[англ.] (1796—1878), генерал-майор, участник Крымской войны с Россией;
- Маргарет Бентинк, герцогиня Портленд[англ.] (1715—1785), урожденная Маргарте Харли, жена Уильяма Бентинка, 2-го герцога, самая богатая аристократка Великобритании своего времени.

## Резиденция
Резиденцией герцогов Портлендов служило бывшее аббатство Уэлбек-Эбби в графстве Ноттингемшир. В настоящее время Уэлбек-Эбби находится в собственности потомков 7-го герцога Портленда по женской линии. Герцогам также принадлежала деревня Пегсвуд в Нортумберленде. Город Портленд в провинции Виктория (Австралия) и Портленд-хаус в Лондоне были названы в честь герцогов Портлендов.

## Графы Портленд, первая креация (1633)

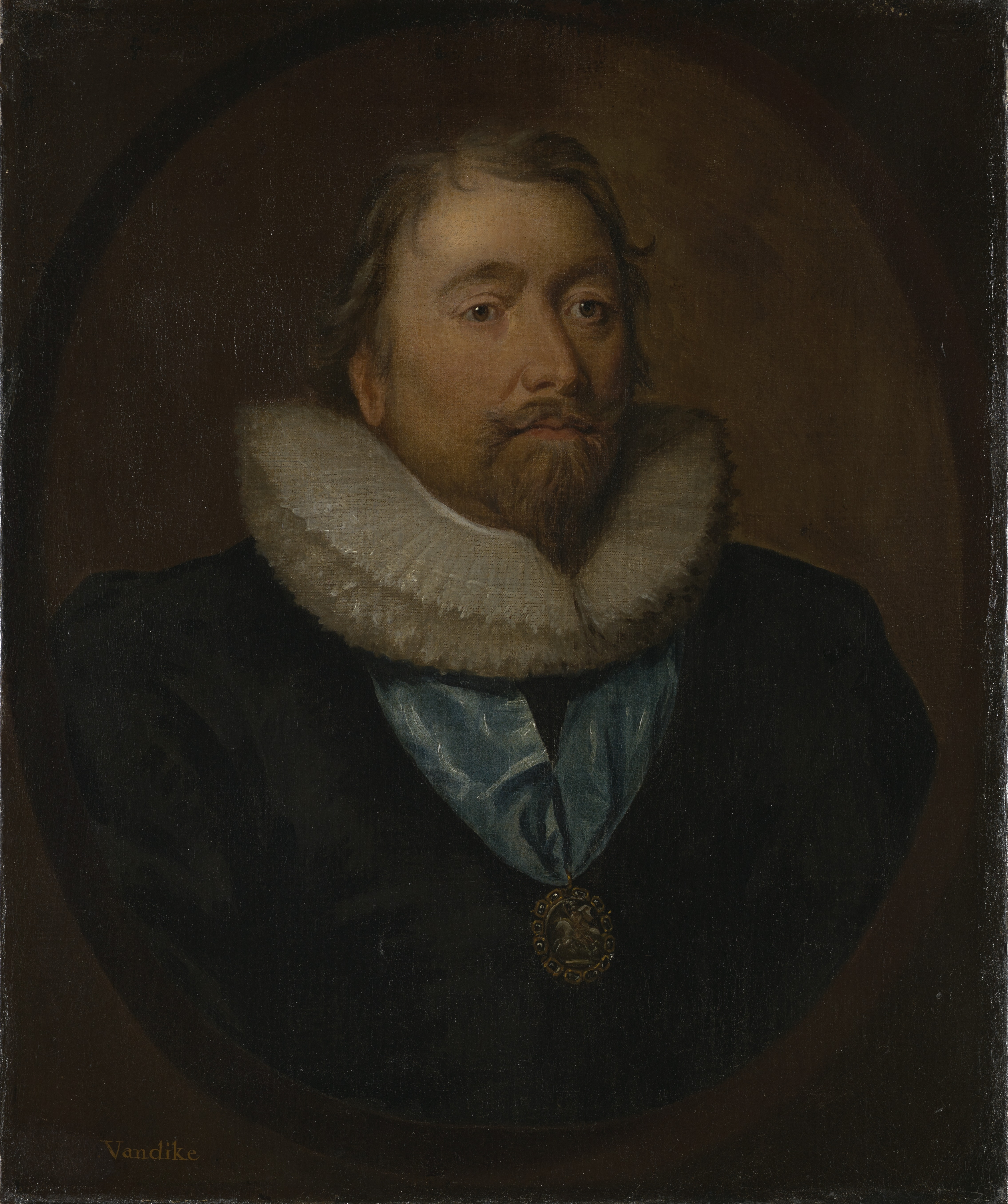
Ричард Уэстон, 1-й граф Портленд (1577—1635)

- 1633—1635: Ричард Уэстон, 1-й граф Портленд (1 марта 1577 — 13 марта 1635), старший сын Джерома Уэстона, шерифа графства Эссекс;
- 1635—1663: Джером Уэстон, 2-й граф Портленд (16 декабря 1605 — 17 марта 1663), второй сын предыдущего;
- 1663—1665: Чарльз Уэстон, 3-й граф Портленд (19 мая 1639 — 3 июня 1665), единственный сын и преемник предыдущего;
- 1665—1688: Томас Уэстон, 4-й граф Портленд (9 октября 1609 — май 1688), младший сын 1-го графа Портленда.

## Графы Портленд, вторая креация (1689)
- 1689—1709: Ганс Уильям Бентинк, 1-й граф Портленд (20 июля 1649 — 23 ноября 1709), младший (третий) сын Бернарда Бентинка, 6-го барона Бентинка (1597—1668);
  - Уильям Бентинк (3 марта 1681 — 26 мая 1688), старший сын 1-го графа от первого брака, умер в детстве;
- 1709—1726: Генри Бентинк, 2-й граф Портленд (17 марта 1682 — 4 июля 1726), второй сын 1-го графа от первого брака, с 1716 года — герцог Портленд.

## Герцоги Портленд (1716)
- 1716—1726: Генри Бентинк, 1-й герцог Портленд (17 марта 1682 — 4 июля 1726), второй сын 1-го графа от первого брака;
- 1726—1762: Уильям Бентинк, 2-й герцог Портленд (1 марта 1709 — 1 мая 1762), старший сын 1-го герцога;
- 1762—1809: Генри Кавендиш-Бентинк, 3-й герцог Портленд (14 апреля 1738 — 30 октября 1809), старший сын 2-го герцога;
- 1809—1854: Уильям Генри Кавендиш-Скотт-Бентинк, 4-й герцог Портленд (24 июня 1768 — 27 марта 1854), старший сын 3-го герцога;
  - Уильям Генри Кавендиш-Скотт-Бентинк, маркиз Титчфилд (22 октября 1796 — 5 марта 1824), старший сын 4-го герцога, скончался неженатым при жизни отца;

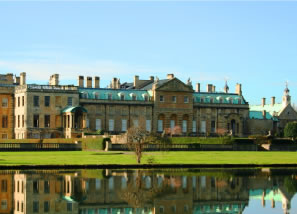
Уэльбек-Эбби — загородная резиденция герцогов Портлендских

- 1854—1879: Кавендиш-Скотт-Бентинк, Уильям, 5-й герцог Портленд (12 сентября 1800 — 6 декабря 1879), второй сын 4-го герцога, умер неженатым;
- 1879—1943: Уильям Джон Чарльз Джеймс Артур Кавендиш-Бентинк, 6-й герцог Портленд (28 декабря 1857 — 26 апреля 1943), сын генерал-лейтенанта Артура Кавендиша-Бентинка (1819-18770, внук подполковника лорда Чарльза Огастеса Уильяма Кавендиша-Бентинка (1780—1826), третьего сына 3-го герцога Портленда;
- 1943—1977: Артур Уильям Генри Кавендиш-Бентинк, 7-й герцог Портленд (16 марта 1893 — 21 марта 1977), старший сын 6-го герцога, умер без мужского потомства;
- 1977—1980: Фердинанд Уильям Кавендиш-Бентинк, 8-й герцог Портленд (4 июля 1888 — 13 декабря 1980), старший сын Уильяма Джорджа Фредерика Кавендиша-Бентинка (1856—1948), правнук лорда Фредерика Кавендиша-Бентинка (1781—1828), четвертого сына 3-го герцога Портленда;
- 1980—1990: Виктор Фредерик Уильям Кавендиш-Бентинк, 9-й герцог Портленд (18 июня 1897 — 30 июля 1990), сын Уильяма Джорджа Фредерика Кавендиша-Бентинка (1856—1948), младший брат 8-го герцога;
  - Джеймс Уильям Кавендиш-Бентинк (6 июля 1925 — 4 сентября 1966), единственный сын 9-го герцога, умер бездетным при жизни отца.

## Графы Портленд, вторая креация (1689)
- 1990—1997: Генри Ноэль Бентинк, 11-й граф Портленд (2 октября 1919 — 30 января 1997), 7-й граф Бентинк (1932—1997), сын Роберта Чарльза Бентинка, 6-го графа Бентинка (1875—1932), потомок Уильяма Бентинка, 1-го графа Бентинка (1704—1774), третьего сына 1-го графа Портленда;
- 1997 — настоящее время: Тимоти Чарльз Роберт Ноэль Бентинк, 12-й граф Портленд (род. 1 июня 1953), также 8-й граф Бентинк (с 1997), единственный сын 11-го графа Портленда;
  - Наследник: Джек Генри Уильям Бентинк, виконт Вудсток (род. 19 мая 1984), старший сын предыдущего.

## Графы Бентинк (Священная Римская империя, 1732)

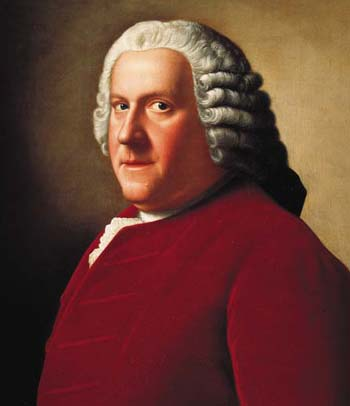
Уильям Бентинк, 1-й граф Бентинк, художник — Жан Этьен Лиотар, 1750 год

В 1732 году германский император Карл VI пожаловал титул графа Священной Римской империи Уильяму Бентинку (1704—1774), барону Бентинку в герцогстве Гельдерн, старшему сыну Ганса Виллема Бентинка, 1-го графа Портленда, от второго брака с Мартой Джейн Темпл. В 1886 году королева Великобритании разрешила использовать этот титул в Англии. Графский титул могут наследовать только мужские потомки графа Уильяма Бентинка. В 1990 году Генри Бентинк, 7-й граф Бентинк (с 1932), унаследовал титул 11-го графа Портленда. После его смерти в 1997 году титулы унаследовал его сын, актёр Тимоти Бентинк.
- 1732—1774: Уильям Бентинк, 1-й граф Бентинк (6 ноября 1704 — 13 октября 1774), старший сын 1-го графа Портленда и его второй жены Марты Джейн Темпл;
- 1774—1835: Уильям Густав Фредерик Бентинк, 2-й граф Бентинк (1762—1835), старший сын Кристиана Фредерика Энтони, графа Бентинка (1734—1768) и внук 1-го графа Бентинка;
- 1835—1855: Уильям Кристиан Фредерик Бентинк, 3-й граф Бентинк (15 ноября 1787 — 8 июня 1855), старший сын генерал-майора Джона Чарльза Бентинка (1763—1833), внук 1-го графа Бентинка;
- 1855—1864: Чарльз Энтони Фердинанд Бентинк, 4-й граф Бентинк (4 марта 1792 — 28 октября 1864), второй сын генерал-майора Джона Чарльза Бентинка (1763—1833), внук 1-го графа Бентинка;
- 1864—1903: Генри Чарльз Адольф Фридрих Уильям Бентинк, 5-й граф Бентинк (30 октября 1846 — 18 июня 1903), старший сын предыдущего;
- 1903—1932: Роберт Чарльз Бентинк, 6-й граф Бентинк (5 декабря 1875 — 12 марта 1932), старший сын предыдущего;
- 1932—1997: Генри Ноэль Бентинк, 7-й граф Бентинк (2 октября 1919 — 30 января 1997), также 11-й граф Портленд, сын Роберта Чарльза Бентинка, 6-го графа Бентинка;
- 1997 — настоящее время: Тимоти Чарльз Роберт Ноэль Бентинк, 8-й граф Бентинк (род. 1 июня 1953), также 12-й граф Портленд, единственный сын предыдущего;
  - Наследник: Джек Генри Уильям Бентинк, виконт Вудсток (род. 19 мая 1984), старший сын предыдущего.